# Daniel Cherniavsky
Daniel Cherniavsky (Buenos Aires, 16 de marzo de 1933) es un escritor, director de cine y teatro, televisión y productor cultural argentino radicado en Brasil, de extensa actividad en el medio artístico.
En la Argentina comenzó a ser reconocido por la dirección del largometraje El último piso, que fue seleccionado para representar al cine argentino en el Festival de Cannes, y por el film El terrorista, sobre hechos reales. Sus films fueron parte de la Nouvelle vague del cine argentino en la década del '60. Su producción artística, tanto en cine como en teatro, siempre tuvo una fuerte carga político/intelectual. Sus largometrajes, lamentablemente, fueron perseguidos y censurados por la última dictadura cívico-militar argentina (1976-1983), la cual amenazó de muerte a Cherniavsky y lo llevó a exiliarse en Brasil, donde vive y trabaja desde entonces.
En televisión dirigió al consagrado actor argentino Alfredo Alcón en el clásico programa de antología El teatro de Alfredo Alcón (1966-1969), el cual fue pionero en popularizar la llegada del teatro filmado para TV y resultó ganador del Premio Martín Fierro. Fue también director artístico de diversos programas en el medio televisivo.
En Argentina fundó el “Centro de Artes y Ciencias” donde fue responsable por la dirección de importantes shows musicales y actividades culturales realizados antes de partir para el exilio en Brasil durante la última dictadura. Es de aquella época el trabajo y/o colaboración que llevó a cabo con músicos como Chico Buarque de Hollanda, Vinicius de Moraes, Astor Piazzolla y Mercedes Sosa, e intelectuales como Jorge Luis Borges, Ernesto Sábato, Rodolfo Walsh, Tomás Eloy Martínez y Augusto Roa Bastos, que entre otros forman parte de su bagaje cultural.

## Biografía

### Comienzos
Hijo de un empresario industrial y de una profesora de idiomas que dominaba 7 lenguas, su familia no tenía relación con el arte. Cherniavsky se inició como cineasta cuando tenía apenas 14 años, en una época (1947) en que en la Argentina no existían escuelas de cine.
Autodidacta, creó su propio programa de estudios y frecuentó distintas universidades como oyente. Se dedicó a estudiar las materias que consideraba fundamentales, aquellas que un Director de cine debería dominar profundamente.

### Carrera inicial
A los 20 años dirigió el mediometraje El triángulo (1954), basado en un cuento propio. Su primer largometraje, El Último piso, fue realizado a los 24 años. El libro cinematográfico (guion) fue escrito por él, Tomás Eloy Martínez y Augusto Roa Bastos. Posteriormente dirigió El terrorista y fue coproductor de la clásica película Shunko (1959), que fue elegida por la UNESCO como uno de los "50 Films más importantes de la Historia Cinematográfica Mundial", en un evento conmemorando los 100 años de la creación del cine.
Se inició en los documentales dirigiendo en Argentina Y dale que va, un film sobre los principales acontecimientos internacionales de los años '20.
Se inició como director de teatro en 1962, codirigiendo con Oscar Ferrigno la obra Georges Dandin, El Marido Confundido, de Moliére.
De 1963 a 1974 dirigió el “Centro de Artes y Ciencias de Buenos Aires”, una importante institución cultural que fomentaba la discusión y la pluralidad de ideas a través de la colaboración de artistas, músicos, filósofos, sociólogos y psicoanalistas, entre otras disciplinas.
En 1974, luego de que sufriera un atentado con una bomba, el gobierno constitucional clausuró todas las instalaciones del Centro de Artes y Ciencias, hecho que lo obligó a emigrar para la televisión.

### Exilio
La dictadura militar cerraba el cerco en la década del '70 en la Argentina. A pesar de no ejercer ninguna militancia en partidos políticos, Cherniavsky fue perseguido como casi todos los intelectuales progresistas. Bombas fueron colocadas en la sede administrativa del Centro de Artes y Ciencias de Buenos Aires, en la sala de cine donde se estrenó El Terrorista, en el escenario donde cantaba Mercedes Sosa y en el hall del teatro donde Nacha Guevara presentaba el espectáculo Las Mil y una Nachas (uno de los grandes éxitos del Centro de Artes y de Cherniavsky); el último incidente resultó en la muerte de dos personas.
Con el secuestro y muerte del escritor Rodolfo Walsh y Piri Lugones (asesora de prensa de la Institución) así como otras decenas de colaboradores siendo secuestrados, muertos u obligados a exiliarse, se encontró ante una constante peregrinación diaria para mantenerse con vida. Refugióse en diferentes lugares con su familia (esposa y dos hijas de 2 y 9 años) para no ser encontrado.
Su esposa, Magdalena Ramos, psicoanalista, terapeuta de pareja y familia y profesora de la facultad, también padecía con la clausura de la Universidad de Buenos Aires y la prohibición de reunirse en grupos. Describió sus penurias y las de Cherniavsky en el libro “Soy de aquí y soy de allá – Autobiografía del exilio”.
La motivación para decidir el exilio fue el descubrimiento de una lista donde su nombre aparecía (junto a otros) con la frase “marcado para morir”. En septiembre de 1976 Cherniavsky huyó clandestinamente de su país y se exilió en Brasil. Su familia llegó un mes más tarde. Todavía hoy carga el dolor de tener que haber dejado en la Argentina a su hija mayor, Andy Cherniavsky, actualmente una renombrada fotógrafa que en aquella época ya había formado su propia familia.
Finalmente, en 1976, acosado por la represión militar, se exilió en Brasil. La desazón por haber sido desterrado de sus raíces, de su historia, su lengua y los códigos de su país, lo hicieron demorar 7 años para volver por primera vez a la Argentina.

### Regreso a la Argentina y carrera actual en Brasil
Con el regreso de la democracia a la Argentina Cherniavsky también regresó al país, en 1984. Desde entonces recala intermitentemente en Buenos Aires mientras sigue residiendo oficialmente en Brasil, donde vive hace más de 40 años y en donde continúa su carrera artística.
Dirigió y creó en Brasil los guiones de una serie de documentales para el proyecto O Turista Solitário, con una visión poco convencional e innovadora del turismo, los cuales fueron realizados en más de diez países.
Está casado con la psicoanalista Magdalena Ramos, con quien comparte tres hijas: “la mía (Andy), la tuya (Carolina) y la nuestra (Victoria)”.

## Filmografía

### En Argentina
- 1954 - El triángulo (mediometraje)
- 1959 - Shunko[7]
- 1960 - El último piso[8]
- 1961 - El terrorista: basada en hechos reales, el controversial film fue "recibido" con una bomba plantada en un cine tan solo al segundo día de su estreno,[9] y las copias y negativos desaparecieron para siempre.[9]

### En Brasil
- 2002 - Buenos Aires Revoltada
- 2006 - O Turista Solitário no Quênia e Tanzânia
- 2007 - O Turista Solitário - Um Hotel sobre rodas na Chapada dos Veadeiros
- 2010 - Essa Louca... Louca... Hollywood
- 2011 - O Turista Solitário na Bariloche X 4
- 2012 - O Turista Solitário em Salta e Jujuy (Argentina)
- 2013 - O Turista Solitário no Chile
- 2014 - O Turista Solitário no Peru
- 2014 - O Turista Solitário na Guatemala e no Mundo Maia
- 2015 - O Turista Solitário em Montevidéu (Uruguai)
- 2015 - O Turista Solitário na Colômbia

## Teatro
Se inició codirigiendo con Oscar Ferrigno la pieza “Georges Dandin - El Marido Confundido” de Moliére, escenificada al aire libre y teniendo como escenario el propio Jardín Botánico de Buenos Aires. 
También dirigió y realizó decenas de espectáculos en teatros de los dos países, destacándose “Historias para ser contadas” de Osvaldo Dragún, que estuvo 2 años en la cartelera argentina. Produjo y dirigió el musical “¡Tango!” con temporada en el teatro Alfa de São Paulo y en más de 8 estados brasileños, Dirigió el multiartista Antonio Nóbrega en el espectáculo “CLICK”, con temporada en el teatro Tuca.
Fue también uno de los pioneros en el teatro de improvisaciones de la Argentina, dirigiendo “Peligro Seducción” y enseguida “Teatro Compartido” - espectáculo-experiencia que unía psicodrama (un psicoanalista), teatro (un dramaturgo, un director, el elenco) y el público como autores de la obra.

### En Argentina
- 1963 - George Dandin, de Molière
- 1964 - Y dale que va..., coautoria con Armando Discépolo, Andrés Lizarraga, Oscar Ferrigno y Atilio Stampone
- 1966 - El Señor Fulano
- 1967 - Pagador de Promesas de Dias Gomes
- 1968 - Histórias para ser contadas, de Osvaldo Dragún
- 1969 - Un tren o cualquier otra cosa, de Pedro Orgambide
- 1970 - Peligro Seducción
- 1971 - Teatro Compartido

### En Brasil
Director de:
- 2006 - CLICK! - "Talvez abrindo mais a boca"
- 2010 - ¡TANGO!

## Televisión

### En Argentina

#### Direccíon artística de programas
- 1974 - El Teatro de Alfredo Alcón[11]
- 1974 - Las Vendedoras (novela)
- 1975 - El Teatro Beban-Barreiro (ciclo de Teatro adaptado)
- 1975 - Lo Mejor de Nuestra Vida, Nuestros hijos (novela)

## Docencia

### En Argentina
- 1963/1974 - Profesor titular de la cátedra de Dirección Cinematográfica en el “Instituto Del Film” y en el “Centro de Artes y Ciencias”.

### En Brasil
- 1980/1985 - Director y profesor de la “Escola Drama-Visão” de Arte Dramático y Dirección Cinematográfica.

(La actriz Julia Gam fue una de las alumnas destacadas, entre otros actores e actrices profesionales del Brasil)

## Obras Literarias

### Escritas en Argentina
- El Último Piso. Coautor con Tomás Eloy Martínez y Augusto Roa Bastos, y también adaptación para el cine de la novela homónima (largometraje). La novela fue premiada por la Editorial Losada.
- El Terrorista. Coautor con Tomás Eloy Martínez y Augusto Roa Bastos del libro original para cine (largometraje).
- El Triángulo. Autor del cuento original y su adaptación para el cine (mediometraje).
- Y dale que va.... Coautor con Armando Discépolo, Andrés Lizarraga, Atilio Stampone y Oscar Ferrigno de la obra teatral satírico-musical.

### Escritas en Brasil
- Soñadoras, Coquetas y Ardientes. Novela publicada en Brasil ("Sonhadoras, Coquetes e Ardentes") y en la Argentina. Bestseller de la Editora.[12]
- Ochocientos años Gabriel. Novela publicada en la Argentina.[13]
- Chocolate Amargo – La Novela de las Parejas. Novela sobre los conflictos de la convivencia en las parejas.

## Actividades Culturales

### En Argentina
Fundador y Director durante 11 años del Centro de Artes y Ciencias de Buenos Aires. Institución cultural y científica internacional.
Algunas de las personalidades que colaboraron:
- Jorge Luis Borges
- Quino (Mafalda)
- Chico Buarque de Hollanda
- Toquinho
- Maria Creuza
- Astor Piazzolla
- Ballet de Ceylán
- Ernesto Sábato
- Torcuato Di Tella
- Los Solistas de Ginebra, Y muchos otros.

Algunos de los recitales y conciertos cuya escenificación dirigió en la Institución:
- Vinícius de Moraes (Brasil)
- Chico Buarque de Hollanda (Brasil)
- Toquinho (Brasil)
- Maria Creuza (Brasil)
- Grupo Santana de Rock (U.S.A.)
- Michel Legrand ( Francia)
- Juliette Greco (Francia)
- Mercedes Sosa (Argentina)
- Mikis Theodorakis (Grecia)
- Astor Piazzolla (Argentina)
- Ballet de Israel (Israel)
- Ballet de Jerusalén (Israel)
- George Moustaki (Grécia)
- Conjunto Pro Música (Argentina)
- Camerata Bariloche (Argentina)
- Ángel Parra (Chile)

### En Brasil
Director de la Institución “Show 10 – Eventos” localizada en las Ciudades de São Bernardo do Campo e Diadema, São Paulo. (Concebido para actividades culturales, musicales, cinematográficas y teatrales dirigidas a las comunidades de la zona conocida como el "ABCD Paulista", compuesta por las ciudades de Santo André, São Bernardo do Campo, São Caetano do Sul y Diadema.

## Premios y reconocimientos

### Literatura
- Best Seller de la Editora - Soñadoras, Coquetas e Ardientes – Novela publicada en Brasil y Argentina.

### Shows/Espectáculos
- Algunos de los shows dirigidos en Argentina llegaron a reunir 50.000 personas

### Producción cultural
- El Centro de Artes y Ciencias de Buenos Aires realizó más de 6.000 actividades Científicas y Culturales. Reveló numerosas glorias artísticas de la Argentina como Mercedes Sosa, Astor Piazzolla, Les Luthiers.

### Docencia
- La “Escola Drama-Visão” de Arte Dramático y Dirección Cinematográfica, que fundó y dirigió en San Pablo llegó a tener 500 alumnos.

### Cine
- Shunko - Coproductor (largometraje) elegido por la UNESCO, en conmemoración de los 100 años de la cinematografía, como uno de los 50 films más importantes de la historia del cine mundial, además de una larga lista de premios y distinciones internacionales.[14]
- El último piso – Elegido para representar al cine argentino en el Festival Internacional de Cannes.[8]

#### Documentales
La serie documental Buenos Aires Revoltada, el cual fue filmado durante dos años, y Essa Louca... Louca... Hollywood tuvieron ambos el patrocinio del Ministerio de Cultura del Brasil.

### Televisión
- Premio Martín Fierro, el principal de la TV argentina para “El Teatro de Alfredo Alcón”

### Teatro
- ¡TANGO! en el Teatro Alfa. Su éxito determinó una «tournée» nacional en 8 Estados brasileños.
- Dirigió el monólogo El Señor Fulano: el actor José María Gutiérrez recibió el premio de la Asociación de Periodistas de Teatro como el mejor actor del año.
- Codirector de George Dandin de Molière, para la Municipalidad de la Ciudad de Buenos Aires: ganadora del Concurso entre 52 proyectos presentados. Fue representada durante toda la temporada de verano al aire libre en el Jardín Botánico (cuyo parque forma parte de la acción del argumento, ya que el mismo transcurre en un palaciano jardín).
- Historias para ser contadas de Osvaldo Dragún. Dos años en cartel en Buenos Aires. Con temporadas en el interior de la Argentina y en Montevideo (Uruguay). Premio de la revista Teatro XX al mejor espectáculo del año. Invitada para presentarse en varias universidades latinoamericanas.